# Brigitte Kraus
Brigitte Kraus (* 12. August 1956 in Bensberg) ist eine ehemalige deutsche Leichtathletin und Olympiateilnehmerin, die – für die Bundesrepublik Deutschland startend – in den 1970er und 1980er Jahren im 800-, 1500- und 3000-Meter-Lauf erfolgreich war.

## Leben
Ihr größter Erfolg ist die Silbermedaille im 3000-Meter-Lauf bei den Weltmeisterschaften 1983 in 8:35,11 min. Bei Halleneuropameisterschaften gewann sie drei Goldmedaillen.
Mit der Zeit von 2:34,8 min stellte sie am 19. Februar 1978 in Dortmund eine Hallen-Weltbestleistung im 1000-Meter-Lauf auf. Im 1000-, 1500- und 3000-Meter-Lauf stellte sie elf deutsche Rekorde der Bundesrepublik auf (davon 3 als gesamtdeutsche Bestleistungen). Insgesamt gewann sie 63 deutsche Meisterschaften.
Sie nahm an den Olympischen Spielen 1976 in Montreal und 1984 in Los Angeles teil.
Brigitte Kraus gehörte zunächst dem Sportverein LG Rhein-Berg an, später dem ASV Köln. In ihrer Wettkampfzeit war sie 1,80 m groß und 58 kg schwer. Sie wurde von Lutz Müller trainiert, der eine Vielzahl von Langintervall-Läufen einsetzte.
Beruflich war Brigitte Kraus Technische Zeichnerin bei der Firma Interatom in Moitzfeld. Sie ist verheiratet, hat einen Sohn und lebt in Köln.

## Auszeichnungen
- Rudolf-Harbig-Gedächtnispreis 1986[3]

## Einsätze bei internationalen Höhepunkten im Einzelnen
- 1973, Halleneuropameisterschaften, im 800-Meter-Vorlauf ausgeschieden
- 1975, Halleneuropameisterschaften, im 800-Meter-Vorlauf ausgeschieden
- 1976, Halleneuropameisterschaften, Platz eins im 1500-Meter-Lauf (4:15,2 min)
- 1976, Olympische Spiele, im 1500-Meter-Zwischenlauf ausgeschieden
- 1978, Halleneuropameisterschaften, Platz drei im 1500-Meter-Lauf (4:07,6 min)
- 1978 Europameisterschaften, im 1500-Meter-Vorlauf ausgeschieden
- 1979, Halleneuropameisterschaften, Platz vier im 1500-Meter-Lauf (4:09,7 min)
- 1982, Halleneuropameisterschaften, Platz zwei im 1500-Meter-Lauf (4:04,22 min)
- 1982, Europameisterschaften, Platz sieben im 3000-Meter-Lauf (8:51,60 min)
- 1983, Halleneuropameisterschaften, Platz eins im 1500-Meter-Lauf (4:16,14 min)
- 1983, Weltmeisterschaften 1983, Platz zwei im 3000-Meter-Lauf (8:35,11 min)
- 1984, Halleneuropameisterschaften, Platz eins im 3000-Meter-Lauf (9:12,07 min)
- 1984, Olympische Spiele, im 3000-Meter-Endlauf aufgegeben
- 1985, Halleneuropameisterschaften, Platz drei im 1500-Meter-Lauf (4:03,64 min)
- 1986, Europameisterschaften, im 3000-Meter-Vorlauf aufgegeben
- 1987, Hallenweltmeisterschaften, im 3000-Meter-Endlauf aufgegeben
- 1987, Halleneuropameisterschaften, Platz drei im 3000-Meter-Lauf (8:53,01 min)
- 1987, Weltmeisterschaften 1983, im 1500-Meter-Vorlauf ausgeschieden
- 1988, Halleneuropameisterschaften, Platz drei im 1500-Meter-Lauf (4:07,06 min)

## Deutsche Meisterin der Bundesrepublik
- 800-Meter-Lauf: 1976
- 1500-Meter-Lauf: 1976, 1978, 1979, 1981, 1983, 1985, 1986, 1987
- 3000-Meter-Lauf: 1976, 1977, 1979, 1983, 1984, 1985, 1986, 1987
- 3-mal-800-Meter-Staffel: 1977, 1979, 1980, 1981, 1984, 1988
- Crosslauf, Kurzstrecke: 1981, 1982, 1983, 1984
- Crosslauf, Kurzstrecke, Mannschaftswertung: 1981, 1982